# جين (مملكة صينية)

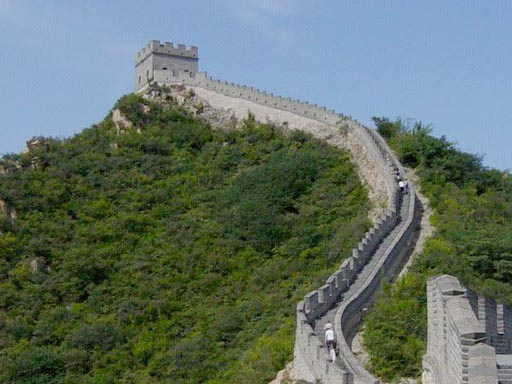

جين ((بالصينية: 晉; ويد–جيلز: Chin)، تعرف في الأصل باسم تانغ (唐، كانت مملكة كبرى أثناء الجزء الأوسط من مملكة تشو، بالقرب من مركز ما كان يعرف حينها الصين، على الأراضي المنسوبة إلى أسرة شيا الأسطورية (الجزء الجنوبي من إقليم شانشي الحديث). وعلى الرغم من أن هذه المملكة نمت في قوة خلال فترة الربيع والخريف، إلا أن هيكلها الأرستقراطي قد انهار عندما سلّم الدوق السلطة لنبلائه. وفي 453 قبل الميلاد، تم تقسيم جين إلى ثلاث ممالك: هان، وزاو، ووي. وقد حدد تقسيم مملكة جين نهاية فترة الربيع والخريف وبداية حقبة الممالك المتحاربة.

## معلومات جغرافية
كانت جين تقع في حوض نهر فين السفلي على هضبة شانشي. ومن الشمال كانت شعوب قبيلتي رونغ ودي. ومن الغرب جبال لوليانغ ثم هضبة لويس من شنشي الشمالية. ومن الجانب الجنوبي الغربي يجري نهر فين غربًا ليلحق بالجزء الجنوبي المتدفق للنهر الأصفر الذي يؤدي سريعًا لوادي [نهر وي، مركز تشو الغربية وممالك تشين لاحقًا. ومن الجنوب جبال شونغ تياو ثم الوادي الشرقي الغربي للنهر الأصفر الذي كان الطريق الرئيسي إلى وادي وي غربًا. ومن الشرق كانت جبال تايانغ ثم سهل شمال الصين. أعطى هذا الموقع دوقات جين الطموحين الفرصة للتحرك شمالاً لغزو قبائل رونغ والاستيلاء عليها، والتحرك للجنوب الغربي ومحاربة تشين، والتحرك باتجاه للجنوب الشرقي والاستيلاء على العديد من ممالك تشو الأصغر. وكانت الممالك الأكبر مملكة شو إلى الجنوب ومملكة تشي إلى الشرق مهمة أيضًا للمنطقة.
كان لمملكة جين عواصم متعددة. وكانت تانغ هي العاصمة الأولى. (唐) ثم انتقلت العاصمة إلى إي (鄂)، ثم جيانغ (絳)، ثم شينتيان (新田). ومنذ عام 746 حتى عام 677 قبل الميلاد، كانت تشوو (曲沃) عاصمة مملكة جين.

## تشو الغربية (1046-771 قبل الميلاد)
بعد تأسيس مملكة تشو، تم إعطاء الأراضي التي تم غزوها لأقارب تشو والوزراء كإقطاع إرثي. الملك تشينغ، هو الملك الثاني لمملكة تشو، أعطى الأرض التي تسمى تانغ (唐)، غرب مقاطعة يي تشنغ الحديثة في إقليم شانشي، إلى ابنه الأصغر، تانغ شويو (唐叔虞) برتبة مركيز. وقد غيّر ابن تانغ شويو وخليفته، المركيز زي (晉侯燮)، اسم تانغ إلى جين. هناك القليل من المعلومات عن مملكة جين لهذه الفترة تحت قائمة من الحكام.

## فترة الربيع والخريف (771-453 ق.م)
في عام 771 ق م، أجبر بدو تشانرونغ أسرة تشو على الخروج من وادي نهر وي وقتلوا الملك. وقام الماركيز وين (晉文侯)، الماركيز الحادي عشر لمملكة جين، بدعم الملك بينغ عن طريق قتل منافسه الملك زي، وهذا الفعل جعل الملك بينغ يكافئه عليه بشدة.

## وصلات خارجية
- Jin, No States Are Stronger Than Her